# Huyện (Việt Nam)
Huyện là đơn vị hành chính địa phương cấp hai từng tồn tại ở khu vực nông thôn của Việt Nam. Thuật ngữ "cấp huyện" thường được dùng để chỉ toàn bộ cấp hành chính địa phương thứ hai, nghĩa là bao gồm cả thành phố trực thuộc tỉnh, quận, huyện và thị xã. Cấp hành chính này đã bị bãi bỏ trong Hiến pháp vào ngày 16 tháng 6 năm 2025 và các huyện được chia lại thành các xã.

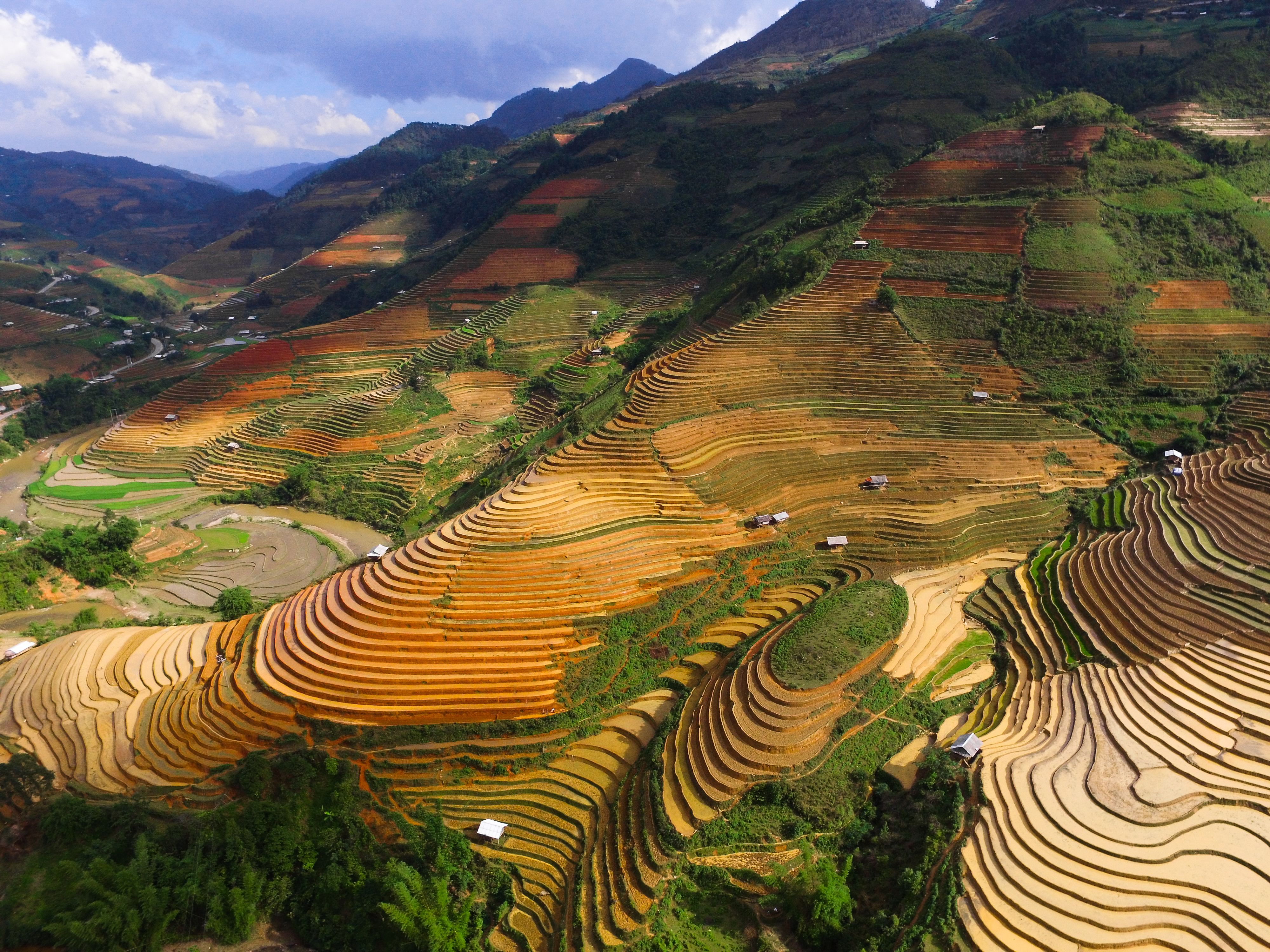
Ruộng bậc thang ở huyện Mù Cang Chải, Yên Bái

Một huyện thường được chia thành nhiều xã và có thể có một hay một vài thị trấn hoặc cũng có thể không có thị trấn nào. Một số huyện đảo không phân chia thành các xã, thị trấn do có diện tích hoặc dân số quá nhỏ, thay vào đó chính quyền cấp huyện trực tiếp quản lý tất cả các mặt trên địa bàn huyện. Ngoài ra, trước còn có 5 huyện có chính quyền cấp huyện trực tiếp quản lý gồm: Bạch Long Vĩ (Hải Phòng), Cồn Cỏ (Quảng Trị), Lý Sơn (Quảng Ngãi), Côn Đảo (Bà Rịa – Vũng Tàu) và Hoàng Sa (thành phố Đà Nẵng).

## Quy định trong luật pháp

Phân cấp hành chính Việt Nam theo Hiến pháp 2013 và Luật Tổ chức chính quyền địa phương 2015 (sửa đổi 2019)

### Cấp hành chính
- Trong Hiến pháp 2013, Chương IX: Chính quyền địa phương[1], Khoản 1 Điều 110 có viết:

1. Các đơn vị hành chính của nước Cộng hòa xã hội chủ nghĩa Việt Nam được phân định như sau:
Nước chia thành tỉnh, thành phố trực thuộc trung ương;
Tỉnh chia thành huyện, thị xã và thành phố thuộc tỉnh; thành phố trực thuộc trung ương chia thành quận, huyện, thị xã và đơn vị hành chính tương đương;
Huyện chia thành xã, thị trấn; thị xã và thành phố thuộc tỉnh chia thành phường và xã; quận chia thành phường.
Đơn vị hành chính - kinh tế đặc biệt do Quốc hội thành lập.

- Trong Luật Tổ chức chính quyền địa phương 2015[2] (sửa đổi, bổ sung 2019[3]), quy định tại Điều 2: Đơn vị hành chính, Chương I: Những quy định chung:

Các đơn vị hành chính của nước Cộng hòa xã hội chủ nghĩa Việt Nam gồm có:
1. Tỉnh, thành phố trực thuộc trung ương (sau đây gọi chung là cấp tỉnh);
2. Huyện, quận, thị xã, thành phố thuộc tỉnh, thành phố thuộc thành phố trực thuộc trung ương (sau đây gọi chung là cấp huyện);
3. Xã, phường, thị trấn (sau đây gọi chung là cấp xã);
4. Đơn vị hành chính - kinh tế đặc biệt.

Như vậy, huyện nằm ở cấp hành chính thứ hai trong 3 cấp hành chính (cấp tỉnh, cấp huyện, cấp xã) của Việt Nam.

### Tiêu chuẩn của đơn vị hành chính
Theo Nghị quyết số 1211/2016/UBTVQH13 của Ủy ban Thường vụ Quốc hội ban hành năm 2016, tại Điều 2, Mục 1: Tiêu chuẩn của đơn vị hành chính nông thôn, Chương I: Tiêu chuẩn của đơn vị hành chính thì một huyện cần phải đáp ứng các tiêu chuẩn như sau:

Điều 2. Tiêu chuẩn của huyện
1. Quy mô dân số:
a) Huyện miền núi, vùng cao từ 80.000 người trở lên;
b) Huyện không thuộc điểm a khoản này từ 120.000 người trở lên.
2. Diện tích tự nhiên:
a) Huyện miền núi, vùng cao từ 850 km² trở lên;
b) Huyện không thuộc điểm a khoản này từ 450 km² trở lên.
3. Số đơn vị hành chính cấp xã trực thuộc có từ 16 đơn vị trở lên, trong đó có ít nhất 01 thị trấn.

### Chính quyền địa phương ở huyện
Theo quy định tại Luật Tổ chức chính quyền địa phương 2015, chính quyền địa phương ở huyện sẽ bao gồm Ủy ban nhân dân huyện và Hội đồng nhân dân huyện (tương tự như các tổ chức chính quyền địa phương ở cấp tỉnh và cấp xã).
Đối với Hội đồng nhân dân huyện
Hội đồng nhân dân huyện sẽ bao gồm các đại biểu Hội đồng nhân dân huyện do cử tri trong huyện bầu ra. Trong đó, cơ cấu Thường trực Hội đồng nhân dân huyện sẽ gồm:
- Chủ tịch Hội đồng nhân dân huyện;
- Phó Chủ tịch Hội đồng nhân dân;
- Ủy viên
Đối với Ủy ban nhân dân huyện
Ủy ban nhân dân huyện do Hội đồng nhân dân huyện bầu ra. Đây là cơ quan chấp hành của Hội đồng nhân dân huyện.Trong đó, cơ cấu của Ủy ban nhân dân huyện sẽ bao gồm:
- Chủ tịch Ủy ban nhân dân huyện
- Phó Chủ tịch Ủy ban nhân dân huyện
- Ủy viên.

## Thống kê
Ngày 31 tháng 12 năm 2009, Việt Nam có 697 đơn vị hành chính cấp huyện, trong đó có 556 huyện.
Đến ngày 1 tháng 2 năm 2025, Việt Nam có 696 đơn vị hành chính cấp huyện, bao gồm: 2 thành phố thuộc thành phố trực thuộc trung ương, 84 thành phố thuộc tỉnh (trong đó có 1 thành phố đảo), 53 thị xã, 49 quận và 508 huyện (trong đó có 11 huyện đảo).
- Huyện đất liền có diện tích lớn nhất: huyện Tương Dương (Nghệ An) với 2.812,07 km².
- Huyện đất liền có diện tích nhỏ nhất: huyện Thanh Trì (Hà Nội) với 63,17 km².
- Huyện đảo có diện tích lớn nhất: huyện Vân Đồn (Quảng Ninh) với 551,3 km² (gấp gần 10 lần diện tích huyện Thanh Trì).
- Huyện đảo có diện tích nhỏ nhất: huyện Cồn Cỏ (Quảng Trị) với 2,2 km² (đồng thời là huyện có diện tích nhỏ nhất cả nước).
- Huyện đất liền có dân số đông nhất: huyện Bình Chánh (Thành phố Hồ Chí Minh) với 705.508 người.
- Huyện đất liền có dân số ít nhất: huyện Ia H'Drai (Kon Tum) với 10.210 người.
- Huyện đảo có dân số đông nhất: huyện Vân Đồn (Quảng Ninh) với 46.616 người.
- Huyện đảo có dân số ít nhất: huyện Hoàng Sa (Đà Nẵng) với 0 người.
- Huyện đất liền có mật độ dân số cao nhất: huyện Thanh Trì (Hà Nội) với 4.343 người/km²
- Huyện đất liền có mật độ dân số thấp nhất: huyện Ia H'Drai (Kon Tum) với 10 người/km².
- Huyện đảo có mật độ dân số cao nhất: huyện Lý Sơn (Quảng Ngãi) với 2.134 người/km²
- Huyện đảo có mật độ dân số thấp nhất: huyện Hoàng Sa (Đà Nẵng) với 0 người/km².
- Huyện có nhiều thị trấn nhất: huyện Bình Xuyên (Vĩnh Phúc) và huyện Đạ Huoai (Lâm Đồng) cùng với 5 thị trấn.
- Huyện đất liền có nhiều xã nhất: huyện Thái Thụy (Thái Bình) và huyện Hoằng Hóa (Thanh Hóa) cùng với 35 xã.
- Huyện đất liền có ít xã nhất: huyện Ia H'Drai (Kon Tum) với 3 xã.
- Huyện đảo có nhiều xã nhất: huyện Vân Đồn (Quảng Ninh) với 11 xã.
- Huyện đảo có ít xã nhất (nếu không tính một số huyện đảo không phân chia thành các đơn vị hành chính cấp xã): huyện Cô Tô (Quảng Ninh) và huyện Trường Sa (Khánh Hòa), mỗi huyện có 2 xã.

Một số huyện không phân chia thành các đơn vị hành chính cấp xã, gồm các huyện đảo: Cồn Cỏ (Quảng Trị), Bạch Long Vĩ (Hải Phòng), Hoàng Sa (Đà Nẵng), Lý Sơn (Quảng Ngãi), Côn Đảo (Bà Rịa – Vũng Tàu).